# 人工淚液
人工淚液（artificial tears）是一種滋潤用眼藥水，可用於治療因乾眼症導致的淚液分泌不足，所引致的眼睛乾澀和刺激症狀。人工淚液也可用於潤濕隱形眼鏡，和在進行眼科檢查時使用。
人工淚液一般可作為非处方药銷售。它也可以作為中度至嚴重乾眼症治療方案的其中一環，配合其他治療使用。

## 成份
人工淚液一般含有水、鹽和聚合物保濕劑，如羧甲基纖維素、聚乙烯醇、羟丙甲纤维素、羟丙基纤维素或玻尿酸等，但一般不含天然淚液所含的各種蛋白質。需要頻繁（多於每三小時一次）使用人工淚液的患者應採用不含防腐劑或僅含非刺激性防腐劑的人工淚液，以免眼睛受防腐劑所刺激。

## 功效
每隔數小時使用人工淚液可暫時舒緩眼睛乾澀的症狀。
如羥丙基纖維素等保濕劑可對淚膜起穩定和增稠作用，延緩淚膜破裂。

## 用法、用量
人工淚液是眼睛乾澀的第一線治療方案。對輕微的眼睛乾澀患者而言，一般每天需使用人工淚液四次；但如病症嚴重，則可能每天需使用達十至十二次。 較黏稠的人工淚液可舒緩較嚴重的眼睛乾澀，但它們或會引致短暫的視力模糊。

### 注意事項
用於治療眼睛發紅的滴眼液可使眼睛更為乾澀。佩戴隱形眼鏡時，應使用專為隱形眼鏡而設的人工淚液，因其他類型的滴眼液或會含有能破壞隱形眼鏡的成份。

## 不良反應、藥物相互作用和使用禁忌
羧甲基纖維素等聚合物保濕劑的不良反应包括眼睛疼痛、不適、持續紅腫和視力變化。如出現以上的不良反應，患者應立即停止用藥。而羥丙基纖維素的不良反應包括眼睛過度充血、恐光、睫毛黏連、眼睛不適等。但總體而言，人工淚液的副作用特徵非常低。
人工淚液並沒有已知的药物相互作用，而已知的禁忌症包括超敏反應。

## 獸醫用途
人工淚液也可作為貓、狗和馬用藥，用以治療乾眼症。

## 研究
一份2016年的考科藍研究嘗試比較各種非處方人工淚液治療眼睛乾澀的效用。雖然該研究表明了目前未知何種人工淚液配方效果最佳；但在兩次試驗當中，發現了含0.2%聚丙烯酸的人工淚液在治療眼睛乾澀時，比起含1.4%聚乙烯醇的人工淚液效果更佳。

## 外部連結
- Use of preservatives in artificial tears （页面存档备份，存于）